# Sympétrum rouge sang
Sympetrum sanguineum
Espèce
Statut de conservation UICN

 LC  : Préoccupation mineure
Le sympétrum rouge sang ou sympétrum sanguin (Sympetrum sanguineum), appelé également sympètre rouge sang, est une espèce de libellulidés, le représentant le plus commun du genre Sympetrum.

## Description et caractéristiques
L'abdomen du mâle est plus rouge et plus élargi que celui des autres Sympetrum.
La femelle, comme chez l'ensemble des Sympetrum, sauf peut-être chez Sympetrum fonscolombii, est plus grisâtre (parfois l'abdomen est teinté de rouge chez de vieilles femelles) ; elle se distingue du sympétrum strié par la couleur noire des pattes et par la forme de la lame vulvaire.

## Distribution
Eurasiatique, il est largement répandu sur l'ensemble de l'Europe continentale (sauf le nord de la Scandinavie) jusqu'en Sibérie.

## Habitat et mode de vie
Cette espèce apprécie les eaux stagnantes ou faiblement courantes riches en végétation, permanentes ou temporaires (plus rarement les rivières au courant plus rapide) et on la rencontre même loin de l'eau, des lisières de forêts jusqu'aux jardins urbains ensoleillés.
Migratrices, ces libellules se rassemblent parfois en groupes importants comme dans la vallée du Rhône.
L'espèce est visible à partir de mai et jusqu'en octobre, parfois même jusqu'aux premières gelées de novembre si le début de l'automne demeure ensoleillé.

## Galerie d'images

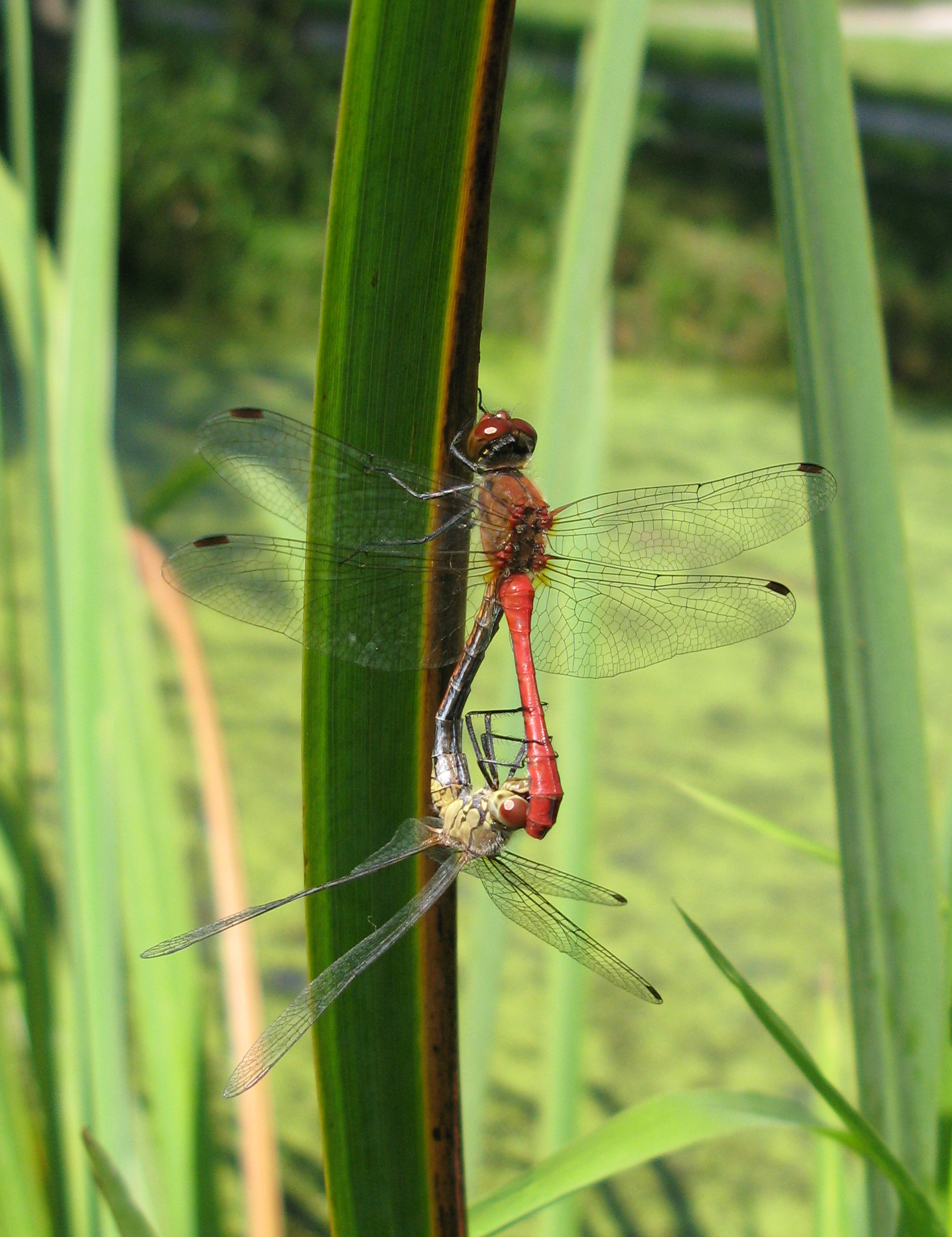
Accouplement de S. sanguineum
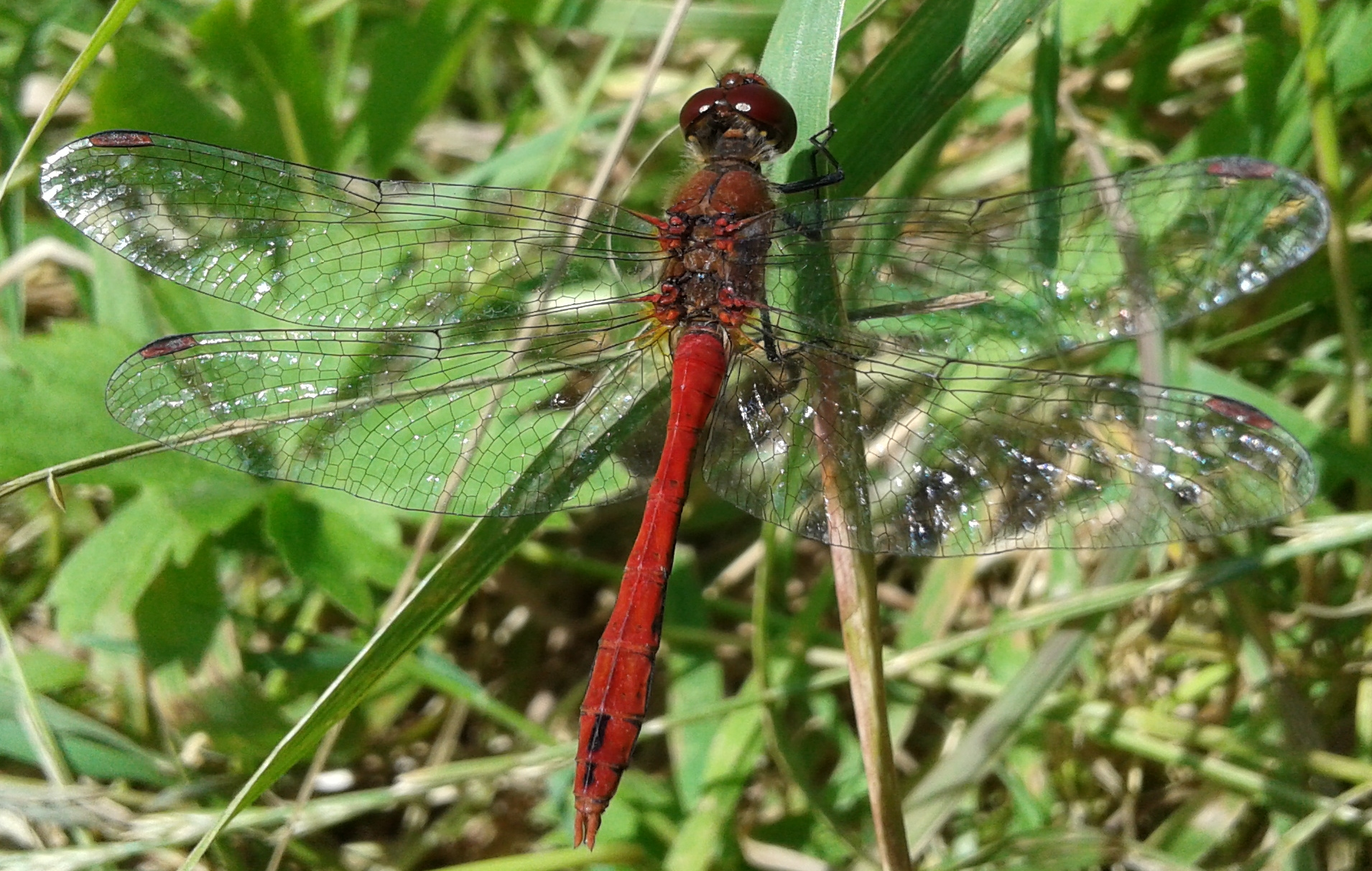
Sympetrum sanguineum mâle
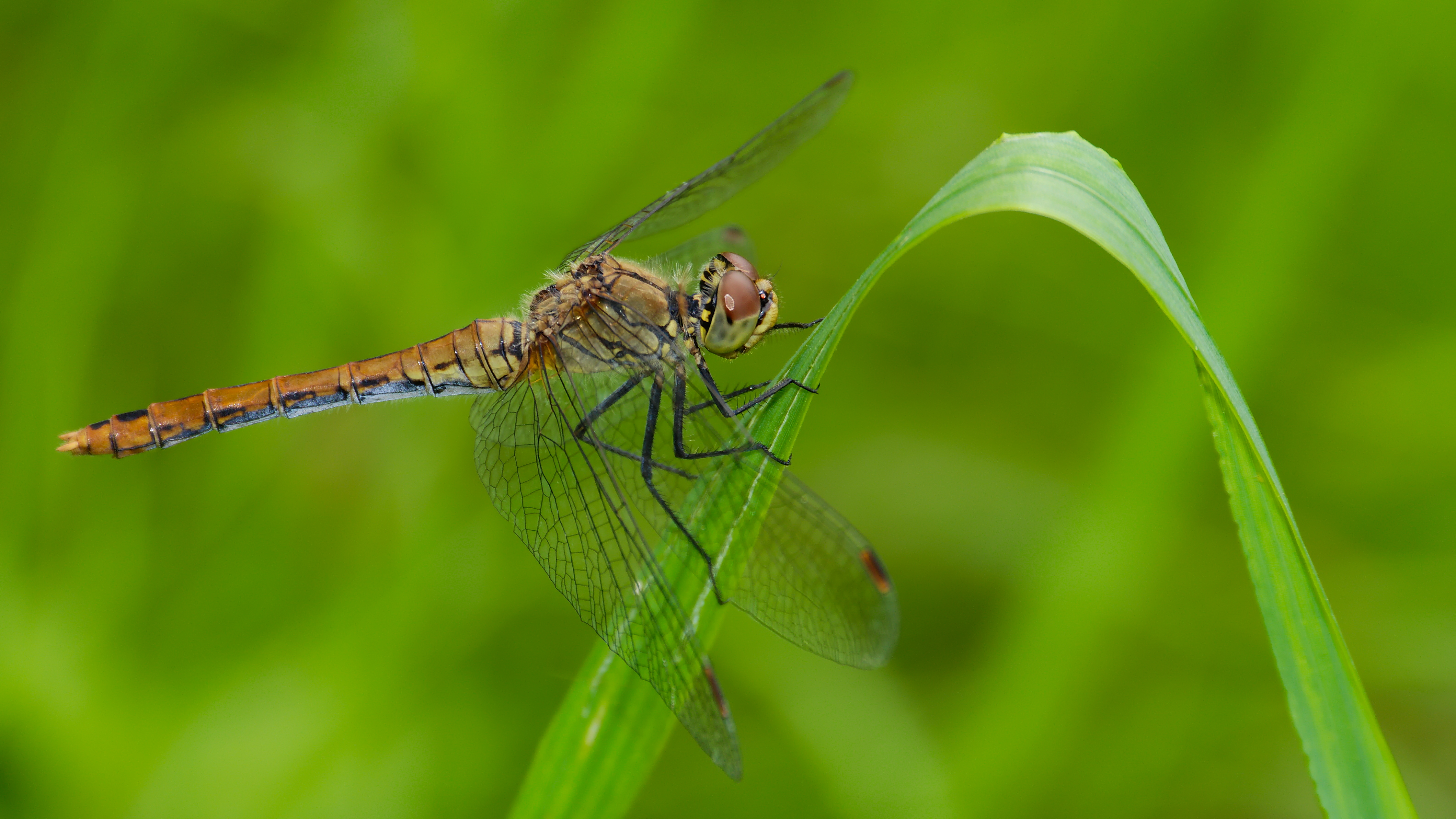
Une femelle
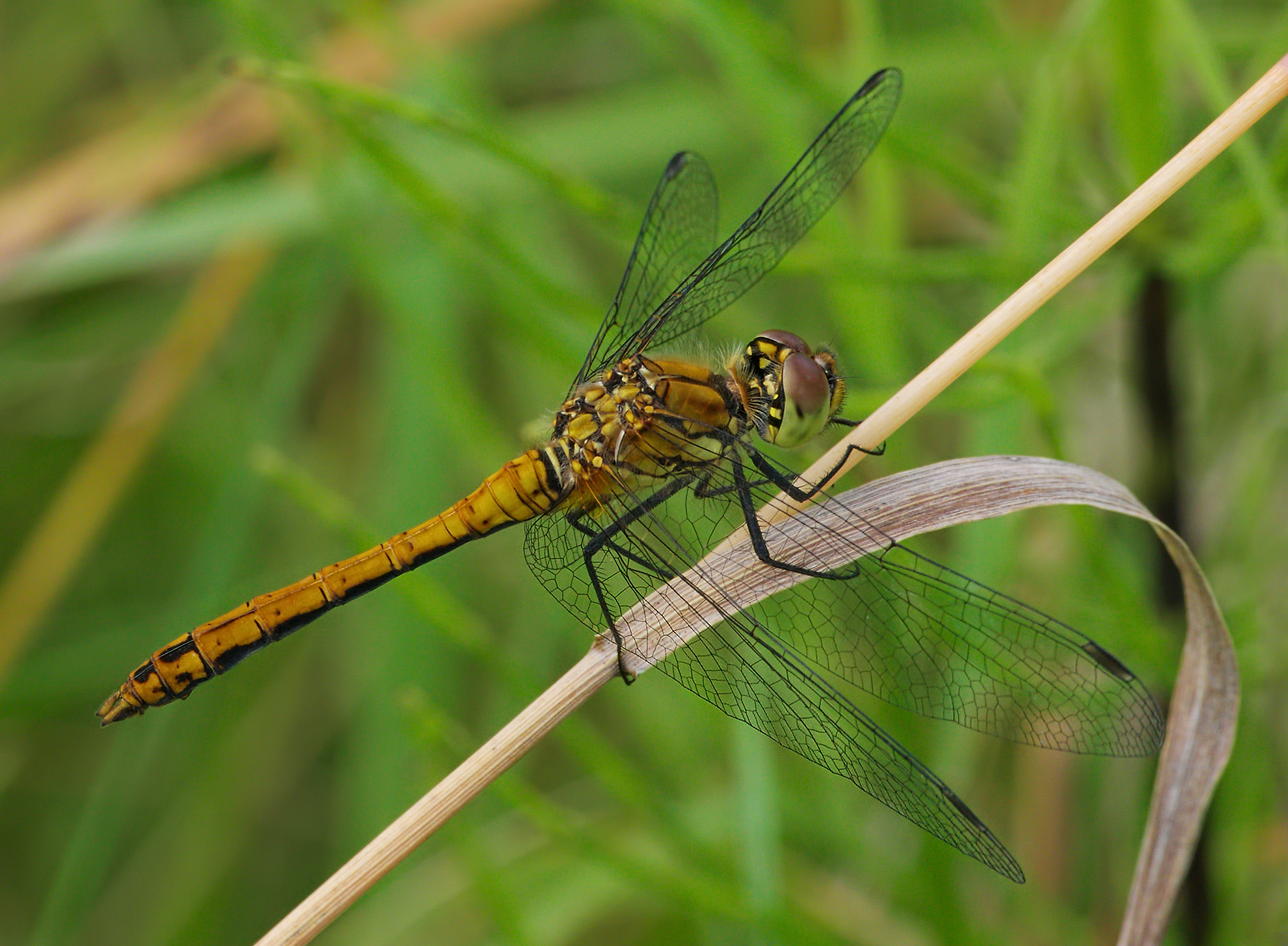
Un autre mâle. Vers Quarnbek, Allemagne.
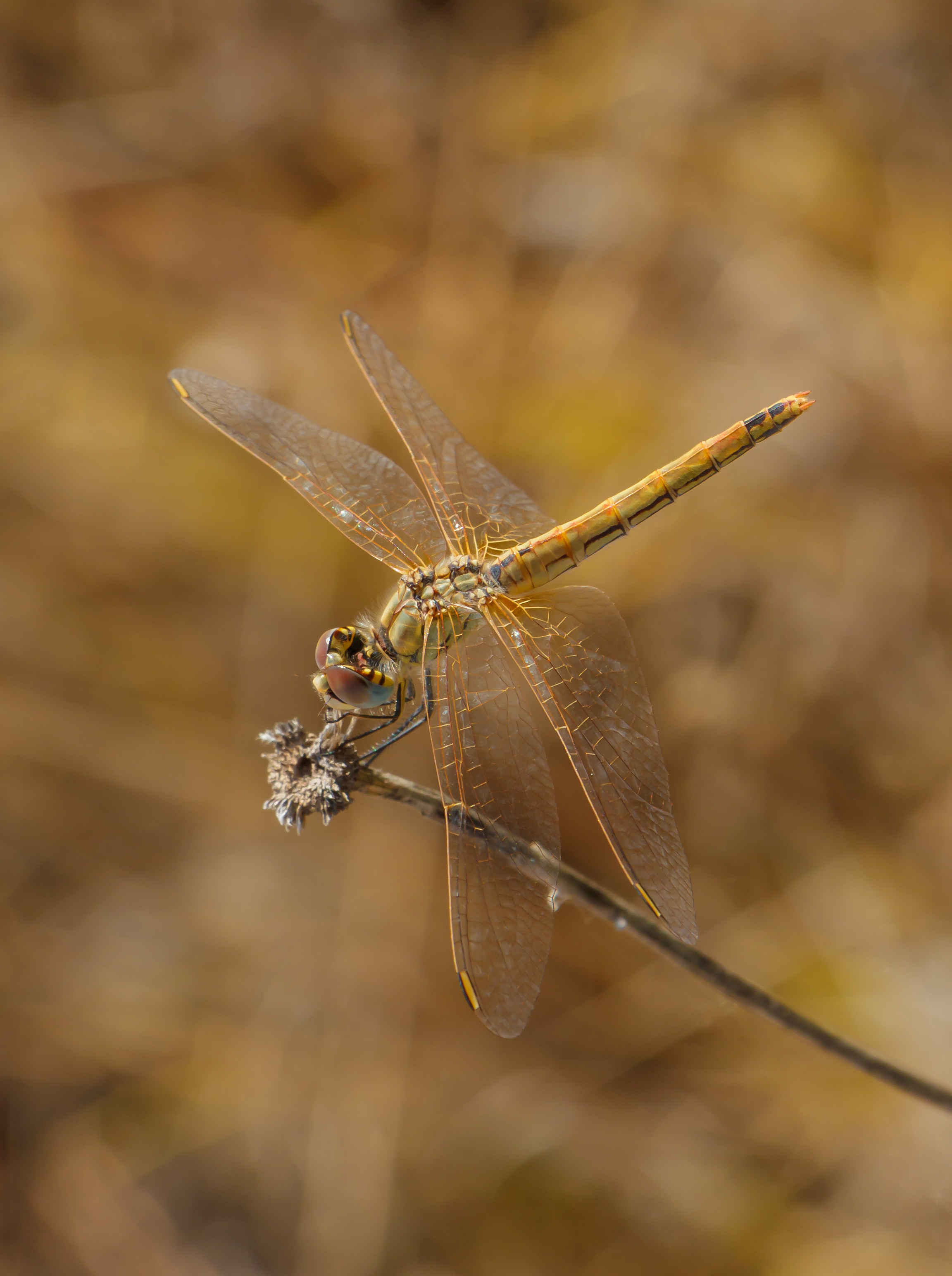
Un sympétrum rouge sang vers le cap Leucate. Septembre 2019.
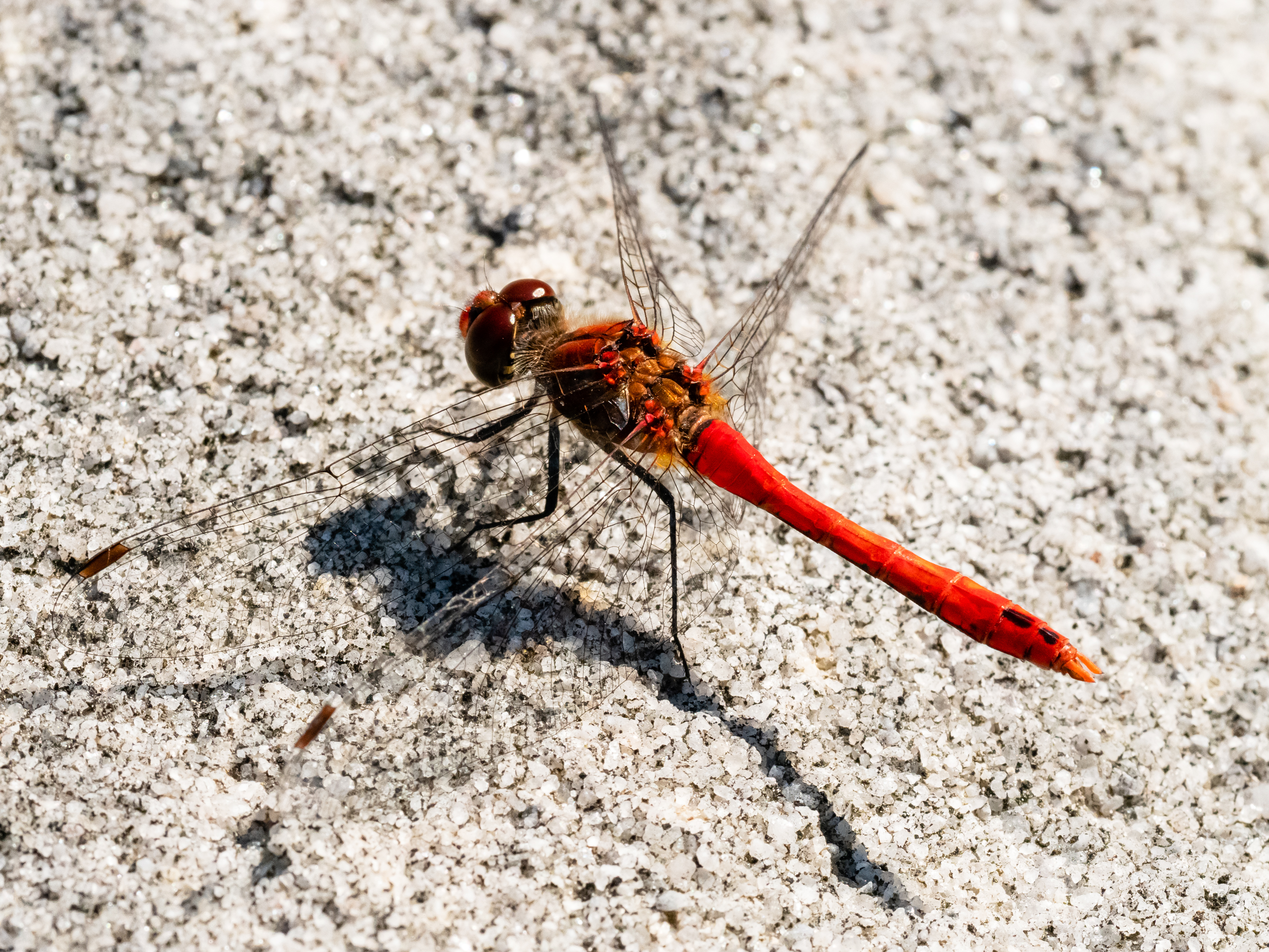
Un sympétrum rouge sang vers l'arrondissement de Hassberge en Allemagne. Aout 2018.
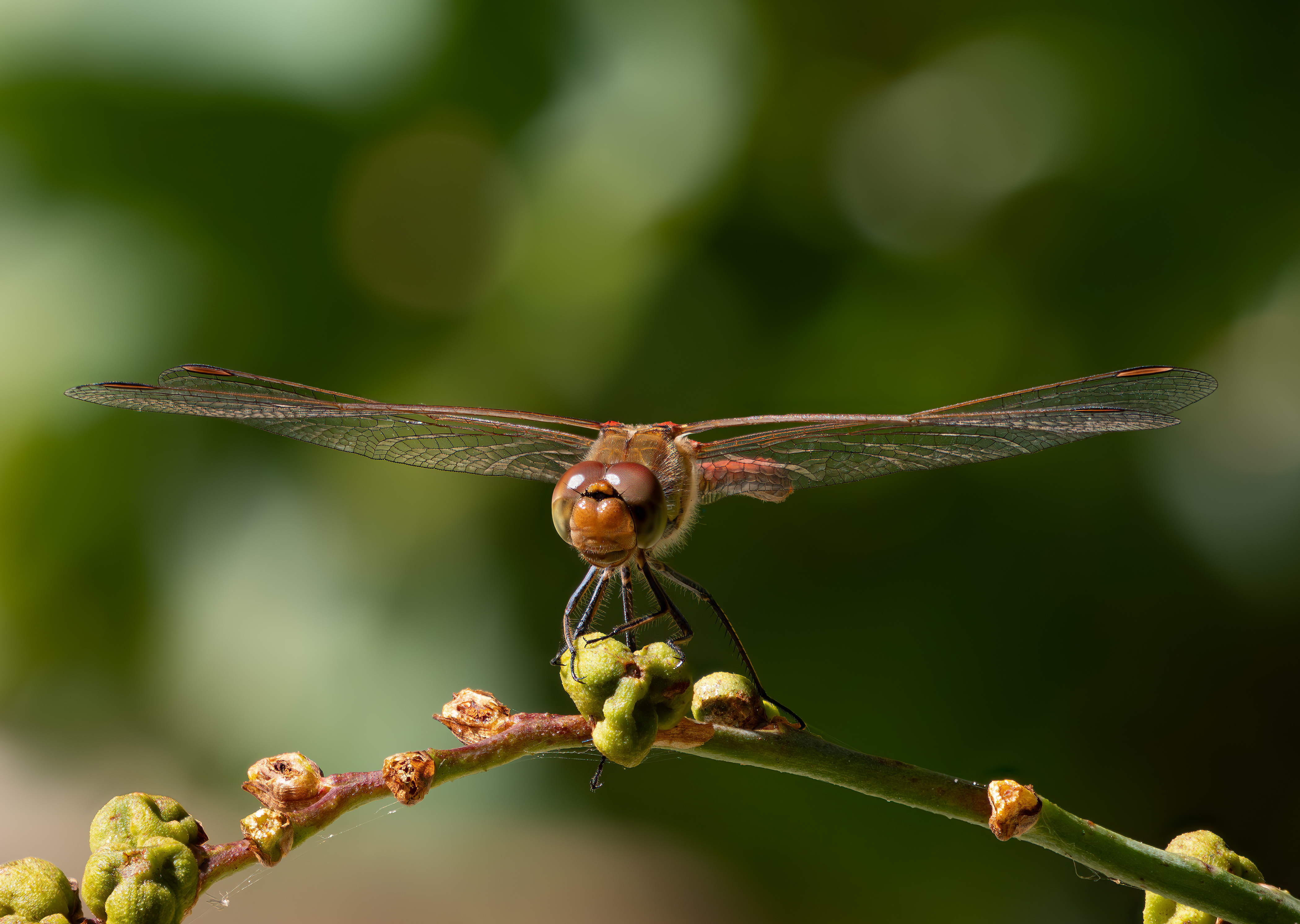
Un autre, un mâle, vers Bamberg en Allemagne. Septembre 2023.